# Gediminas Paulauskas
Gediminas Paulauskas (Panevėžys, 27 ottobre 1982) è un ex calciatore lituano, di ruolo difensore.

## Carriera

### Nazionale
Tra il 2005 ed il 2009 ha giocato 22 partite in nazionale.

## Palmarès

### Club

#### Competizioni nazionali
- Campionato lituano: 1

Ekranas: 2005
- Coppa di Lituania: 2

Ekranas: 1998, 2000
- Supercoppa di Lituania: 2

Ekranas: 1998, 2006